# Assemini
Assemini (sardinsky: Assèmini) je italská obec (comune) v metropolitním městě Cagliari v regionu Sardinie. Nachází se ve výšce 6 metrů nad mořem a má přibližně 26 tisíc obyvatel. Rozloha obce je 118,17 km².